# Rudniki (gmina)
Pour les articles homonymes, voir Rudniki.
Rudniki est une gmina rurale du powiat de Olesno, Opole, dans le sud-ouest de la Pologne. Son siège est le village de Rudniki, qui se situe environ 23 km au nord-est d'Olesno et 63 km au nord-est de la capitale régionale Opole.
La gmina couvre une superficie de 100,52 km2 pour une population de 8 547 habitants.

## Géographie
La gmina inclut les villages de Banasiówka, Bliźniaki, Bobrowa, Borek, Brzeziny Cieciułowskie, Bugaj, Chwiły, Cieciułów, Dalachów, Faustianka, Hajdamaki, Ignachy, Janinów, Jaworek, Jaworzno, Jaworzno Bankowe, Jelonki, Julianpol, Kuźnica, Kuźnica Żytniowska, Łazy, Mirowszczyzna, Młyny, Mostki, Nowy Bugaj, Odcinek, Pieńki, Polesie, Porąbki, Rudniki, Słowików, Stanki, Stary Bugaj, Stawki Cieciułowskie, Stawki Żytniowskie, Teodorówka, Wytoka, Żurawie et Żytniów.
La gmina borde les gminy de Krzepice, Lipie, Pątnów, Praszka et Radłów.